# Abacaria kosova
Abacaria kosova là một loài Trichoptera trong họ Hydropsychidae. Chúng phân bố ở miền Australasia.